# 鄺日修
鄺日修（1840年9月23日—1921年1月20日），香港宗教界人士，是香港聖公會教省主教長、香港聖公會香港島教區主教及香港聖公會澳門傳道地區主教鄺保羅的曾祖父輩。鄺日修是香港聖公會第一位華人牧師，早於1884年起已在香港本地推動基督教傳道的工作。同時創辦學校、醫局等設施濟世。此外，他也曾參與華人墳場的興建工作。

## 背景

### 早年生活
鄺日修幼年在鄉間讀書，於18歲時前往澳洲從事採礦工作。由於當地有教會的洋牧專向華人傳教，鄺日修於是到教會學習英語，並決志受洗加入聖會。他之後開始傳道，歷時四年。隨後返回香港在聖公會協助主教工作。其後獲倫敦傳道會聘用和被派往廣東增城逾60多個村鎮佈道。鄺日修侍奉倫敦會工作合共7年之後，適逢香港聖公會聖士提反堂的華人傳教士羅心源邀請他轉到聖公會服務，鄺日修遂到香港聖保羅書院接受神學訓練一年。聖保羅書院早期屬於一所聖公會屬下的神學培訓學校。他在1883年7月8日受封會吏聖職；翌年正式成為香港聖公會首位華人牧師。他在聖士提反堂擔任牧師替華人傳道期間，曾受堂主任何約翰牧師（Rev. John Brown Ost）的派遣，前往油麻地、土瓜灣和九龍城一帶傳道。鄺日修在1888年成為聖士提反堂首位華人主任牧師。他移居九龍城寨之前在1901年負責興建諸聖座堂，翌年在九龍城區興建聖三一座堂。座堂建成之時，與鄺日修一同在該區佈道的尚有由香港聖公會派去的傳道人，包括吳錦堂、鍾懷柔、羅儉行、霍靜山、莫壽增等等。而聖三一堂建堂一事實為鄺日修決定退休後，即移居九龍城寨之時所發生。

### 造福貧苦大眾
鄺日修在1902年移居九龍城寨，且向政府申辦「安立甘教會貧窮院」。他雖然在該段時期已過著退休生活，但他退而不休，在九龍城寨內繼續服務大眾。鄺日修於寨內興建了一些民生設施，改善了貧苦大眾的生活。例如他在1903年向港府申請租用空置的九龍城寨九龍巡檢司衙署創辦「廣蔭院」，以作為老人院和孤兒寡婦所。同時開辦藥局，對寨城內外的病人贈醫施藥。因鄺日修邀請香港華人基督教聯會組織慈善部去管理窮人院（廣蔭院）事務。結果聯會在1918年將「窮人院」易名為「廣蔭老人院」。除此之外，鄺日修又於1906年在衙署開設「聖保羅小學」（之後改稱天國學校）教導貧苦兒童學習讀書和開設「天國救道堂」作為崇拜聚會、祈禱以及佈道之用。除天國學校之外，他還創辦了「維多利亞小學校」。在殮葬方面，他於1903年與倫敦會和浸信會等聯名向港英政府申請地皮興建墳場。在聖公會霍約瑟主教（Bishop Joseph C. Hoare）的協助下，最終成功獲政府批出九龍黃大仙區白鶴山北面的地段來興建「曬魚石基督教墳場」。墳場面積不斷擴大，曾命名為「耶穌教墳場」。至1932年才交給香港華人基督教聯會繼續管理。
另外，鄺日修曾於1915年著有三本著作；《真道明辨》、《辨別邪正》、《天道分流》。三本書籍交由「香港中環奇新生記承印」合集出版。其中的內容分別圍繞對中國傳統儒、釋、道三家的分析、民間信仰、傳統與風俗以及天主教和基督教的區別，是天國學校開辦時所用的教科書。

### 逝世與紀念
鄺日修於1921年1月20日逝世，並安葬於「耶穌教墳場」，即現時的新九龍4號墳場墓園內。其生前已參與香港基督教早期公墳管理的事宜，當時他所代表的宗教組織是安立甘會。後來香港聖公會為紀念鄺日修對華人社會的功績與榜樣，於是於1965年在九龍彩虹邨創立一所小學，並命名為聖公會日修小學。而建築署以江南園林布局設計九龍寨城公園的時候，在四處地方放置太湖石紀念五位傳道人。包括最先進入城寨服務的鄺日修牧師。其「鄺日修峯」碑上的文字稱他「自1890年起陸續在城寨內辦學、贈醫施藥、設立窮人院。他節衣縮食照顧老少貧民的食宿康樂需要，為居民鞠躬盡瘁至一九二一年離世。」 言即記載了他在九龍寨城辦學和濟貧的事蹟。

## 個人生活
鄺日修生前已婚，與妻子育有1子1女，尚有1名誼子及4名誼女。